# Ochotona dauurica
A Pika-dáurica (Ochotona dauurica) é um lagomorfo encontrado na China, Mongólia e Rússia.